# Ballon (film)
 For alternative betydninger, se Ballon (flertydig). (Se også artikler, som begynder med Ballon)
Ballon er en dansk kortfilm fra 2016 instrueret af William Sehested Høeg.

## Medvirkende
- Ole Dupont, Patient
- Emma Sehested Høeg
- Nicolai Jørgensen
- Søs Leimand